# Hồ Ba Bể
Hồ Ba Bể là một hồ nước ngọt ở Thái Nguyên, Việt Nam. Đây là hồ nước ngọt tự nhiên lớn nhất Việt Nam và là một trong một trăm hồ nước ngọt lớn nhất thế giới. Hồ nằm trong Vườn quốc gia Ba Bể, nơi đây được công nhận là khu du lịch quốc gia Việt Nam.

## Tên gọi
Hồ Ba Bể có tên tiếng địa phương (tiếng Tày) là "Slam Pé" - nghĩa là ba hồ. Tên gọi này bắt nguồn từ việc lòng hồ bị những dãy núi đá vôi chia thành ba hồ lớn thông với nhau bởi những eo nước hẹp. Ba hồ nước này đều có tên riêng: Pé Lầm, Pé Lù và Pé Lèng.

## Đặc điểm địa lý
Toàn bộ diện tích của Hồ Ba Bể nằm trong địa giới xã Ba Bể, tỉnh Thái Nguyên. Hồ cách thành phố Bắc Kạn cũ 70 km về phía Tây Bắc.
Hồ Ba Bể nằm ở cánh cung sông Gâm, địa hình gồ ghề và cắt xé bởi các ngọn núi cao từ 1.400m đến 1.600m và xen kẽ là các thung lũng. Hồ được hình thành từ cách đây hơn 200 triệu năm. Cuộc kiến tạo lục địa Đông Nam Á cuối kỷ Cambri, đã đưa một khối nước khổng lồ với diện tích bề mặt xấp xỉ 5 triệu m² và chiều dày hơn 30m lên lưng chừng vùng núi đá vôi, tạo ra hồ Ba Bể.
Hồ Ba Bể nằm ở độ cao khoảng 145m so với mực nước biển, có diện tích mặt nước là hơn 650 ha, được bao bọc bởi những dãy núi đá vôi có nhiều hang động và những suối ngầm. Độ sâu trung bình của hồ là 20-25 m vào mùa mưa nhưng có thể xuống xấp xỉ 10 m vào mùa khô.
Hồ được cấp nước bởi hai con sông nhỏ là sông Chợ Lèng và sông Nam Cường rồi đổ ra sông Năng. Nước trong hồ di chuyển với vận tốc khoảng 0,5 m/s. Vào mùa lũ, vận tốc tăng lên đến 2,5-3 m/s. Có hai đảo nhỏ nổi lên giữa hồ là đảo An Mã và đảo Bà Góa.

## Hồ Ba Bể trong văn hóa
Từ lâu, hồ Ba Bể đã là một phần quan trọng trong cuộc sống của người Tày trong vùng. Điều này được thể hiện ở các truyền thuyết và lễ hội trong văn hóa.

#### Sự tích hồ Ba Bể:
Ngày xưa, ở vùng Bắc Kạn, mỗi năm dân làng Nam Mẫu đều có tổ chức lễ cúng Phật lớn, gọi là lễ Vô Giá. Dân chúng khắp miền quay về tụ tập rất đông. Một hôm, có một bà lão bệnh cùi đến làng để xin ăn. Quần áo bà rách rưới, tả tơi. Người bà có mùi hôi hám, rất khó chịu, khiến mọi người phải lánh xa. Bà lão cui hủi này đến nhà nào xin ăn đều phì phào mấy tiếng đói lắm các ông các bà ơi, nhưng bà lão đi đến đâu cũng đều bị xua đuổi.
Tuy nhiên, có người biết động lòng thương hại. Đó là một người đàn bà goá, ở với con trai. Bà góa này không những không kinh tởm mà còn kêu bà lão vào nhà cho ăn uống no đủ. Sau đó, bằng lòng cho bà lão ăn mày ngủ nhờ một đêm, ở góc vựa lúa, trong lều. Đến nửa đêm, hai mẹ con bỗng giật mình thức giấc, nghe có tiếng động ầm ầm dữ dội từ phía vựa thóc. Mở cửa vựa thóc ra, không thấy bà lão bị cùi đâu, mà là một con giao long lớn uốn mình ầm ầm như tiếng sấm, đầu gác lên giường đuôi thò xuống đất. Hai mẹ con kinh hãi trở ra, thao thức, lo sợ, không ngủ được nữa. Đến sáng, thấy bà lão đi ra từ vựa thóc, nói:
Tôi thật sự không phải là người, tôi là một con giao long, chỉ giả dạng ăn mày để thử lòng từ thiện của tín hữu nam nữ đến làng Nam Mẫu lễ Phật. Tất cả mọi người đều xua đuổi tôi, ngoại trừ hai mẹ con nhà cô. Họ đều là khẩu Phật tâm xà, sẽ không tránh khỏi hình phạt của bề trên đã giao phó cho tôi thi hành, đó là một trận đại hồng thủy. Tôi cho hai mẹ con nhà cô gói tro này hãy rải quanh nhà để tránh khỏi kiếp nạn này. còn có hai mảnh vỏ trấu này sẽ biến thành hai chiếc thuyền giúp hai mẹ con
Nói xong, bà lão liền biến mất. Hai mẹ con liền vội chia nhau báo cho dân làng nhưng ai nấy đều không tin
Ngày hôm sau, trong lúc mọi người đang chen nhau đến dự lễ Phật giữa làng, bỗng nhiên, nước từ đâu cuồn cuộn chảy đến làm ngập cả một vùng rộng lớn. riêng nhà của bà góa và cậu con trai lương thiện đã được rải tro nên hễ nước dâng đến đâu là mảnh đất liền dâng cao hơn đến đấy. Hai mẹ con bà góa không chịu được cảnh dân làng chết trước mắt mình nên liền đem hai mảnh vỏ trấu thả xuống nước lập tức biến thành hai chiếc thuyền giúp hai mẹ con cứu vớt dân làng.
Cả làng bị nước tràn ngập thì hoá thành ba cái hồ rộng lớn người ta gọi là Hồ Ba Bể. Nước không thể đi được từ hồ này sang hồ kia, vì có các đập đá lớn ngăn trở. Hồ Ba Bể rộng bát ngát, nước trong xanh như ngọc bích, nổi bật giữa núi rừng hùng vĩ của miền thượng du Bắc Việt.Giữa hồ là một hòn đảo nhỏ,người địa phương gọi đó là Hòn Bà Góa, đồng thời những người còn sống đã lập đèn thờ có tên An Mạ (nơi an nghỉ của dân làng).

#### Lễ hội:
Người Tày sinh sống ở các bản làng bên bờ hồ Ba Bể đều tổ chức hội "Lồng tồng" (có nghĩa là "xuống đồng" trong tiếng Tày) vào ngày mùng 9 đến 11 tháng Giêng hàng năm. Lễ hội Lồng tồng được người dân nơi đây coi là lễ hội quan trọng bậc nhất vào dịp đầu năm mới, gắn liền với nền nông nghiệp trồng trọt, được tổ chức nhằm gửi gắm những mong ước của con người, cầu cho mưa thuận gió hòa, cây trồng tốt tươi, mang lại no ấm.

## Giá trị và hiện trạng

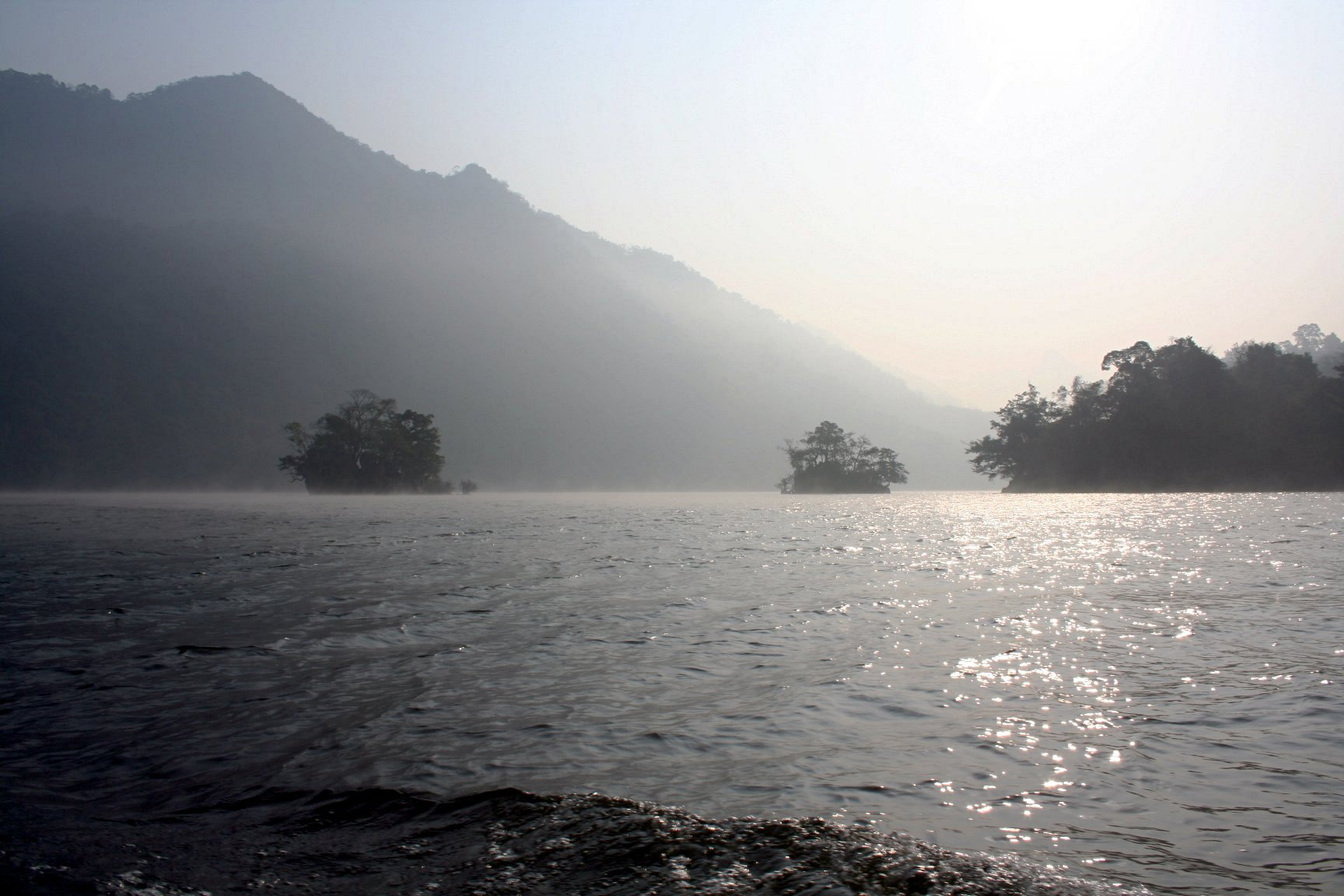
Hồ Ba Bể buổi sáng sớm

Giá trị lớn nhất của Hồ Ba Bể là cảnh quan địa chất độc đáo, giá trị nổi bật về địa chất địa mạo và giá trị to lớn về đa dạng sinh học. Năm 1995, Hồ Ba Bể đã được Hội nghị Hồ nước ngọt thế giới, tổ chức tại Mỹ, công nhận là một trong 20 hồ nước ngọt đặc biệt của thế giới cần được bảo vệ. Cuối năm 2004, Vườn quốc gia Ba Bể được công nhận là Vườn di sản ASEAN. Ngày 27/9/2012, Thủ tướng Chính phủ đã ký "Quyết định số 1419/QĐ-TTG" xếp hạng Danh lam thắng cảnh Hồ Ba Bể là Di tích quốc gia đặc biệt .
Với thảm thực vật và động vật hoang dã phong phú, môi sinh hồ Ba Bể nay bị đe dọa nặng vì việc khai thác khoáng sản, nhất là mỏ sắt ở lưu vực hồ. Mặc dù Vườn Quốc gia Ba Bể đã quy định hơn 10.000 ha dưới sự bảo vệ của cơ quan này, việc thi hành vẫn còn nhiều thiếu sót khiến một số nhà khoa học đã báo động rằng hồ đang "chết dần".

## Hình ảnh

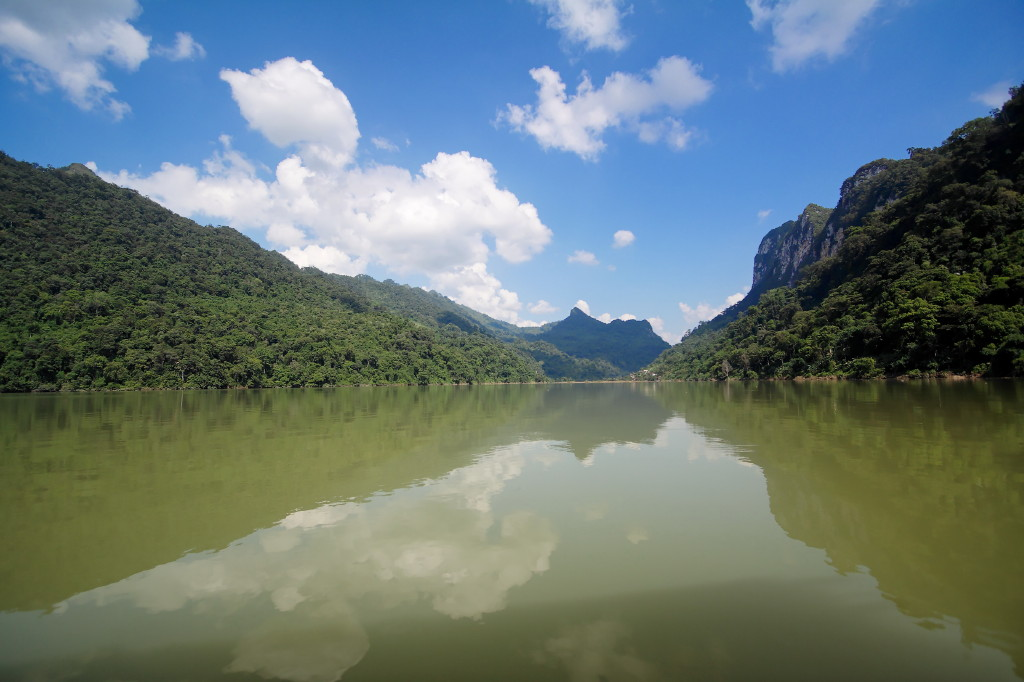
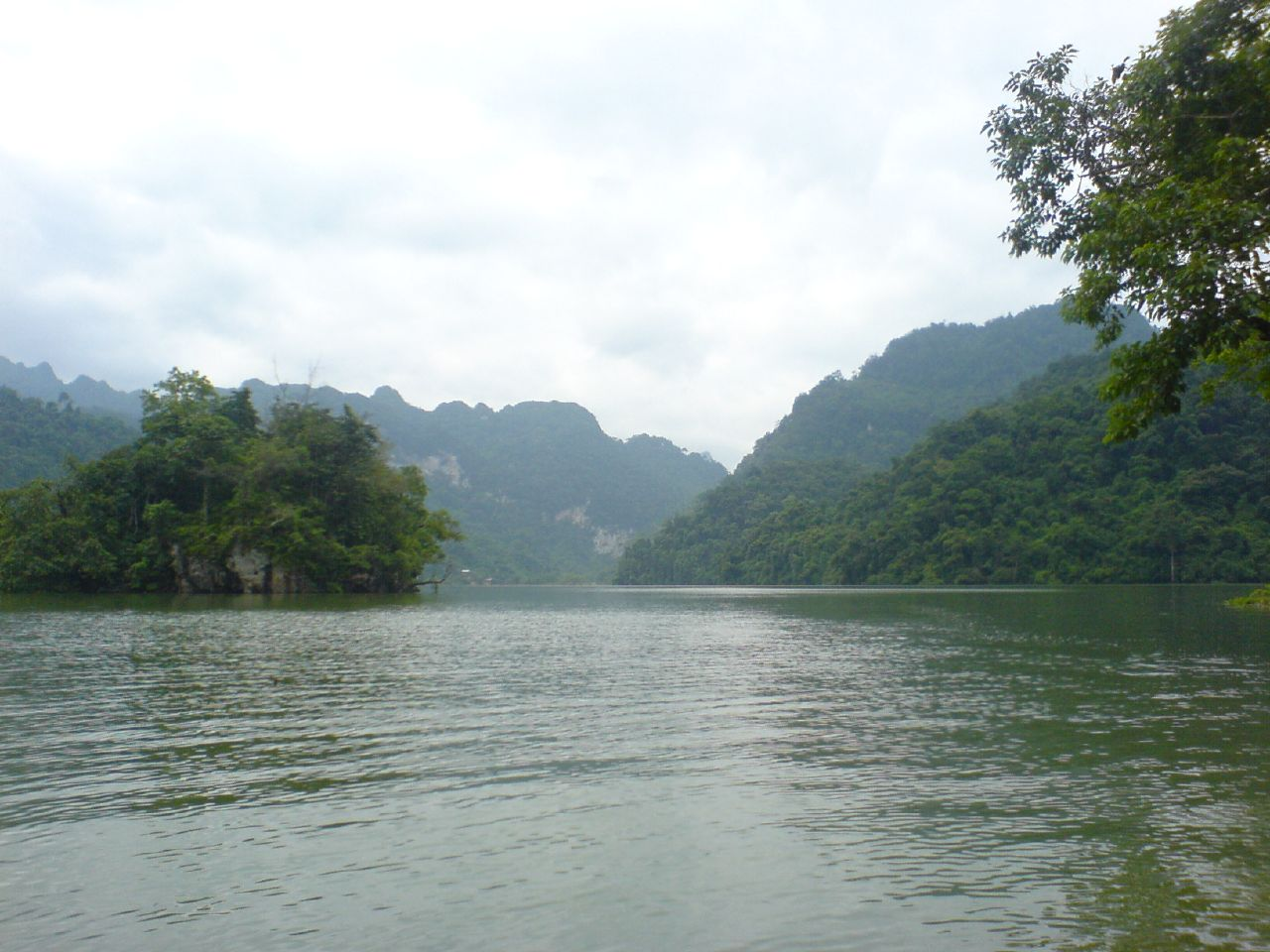
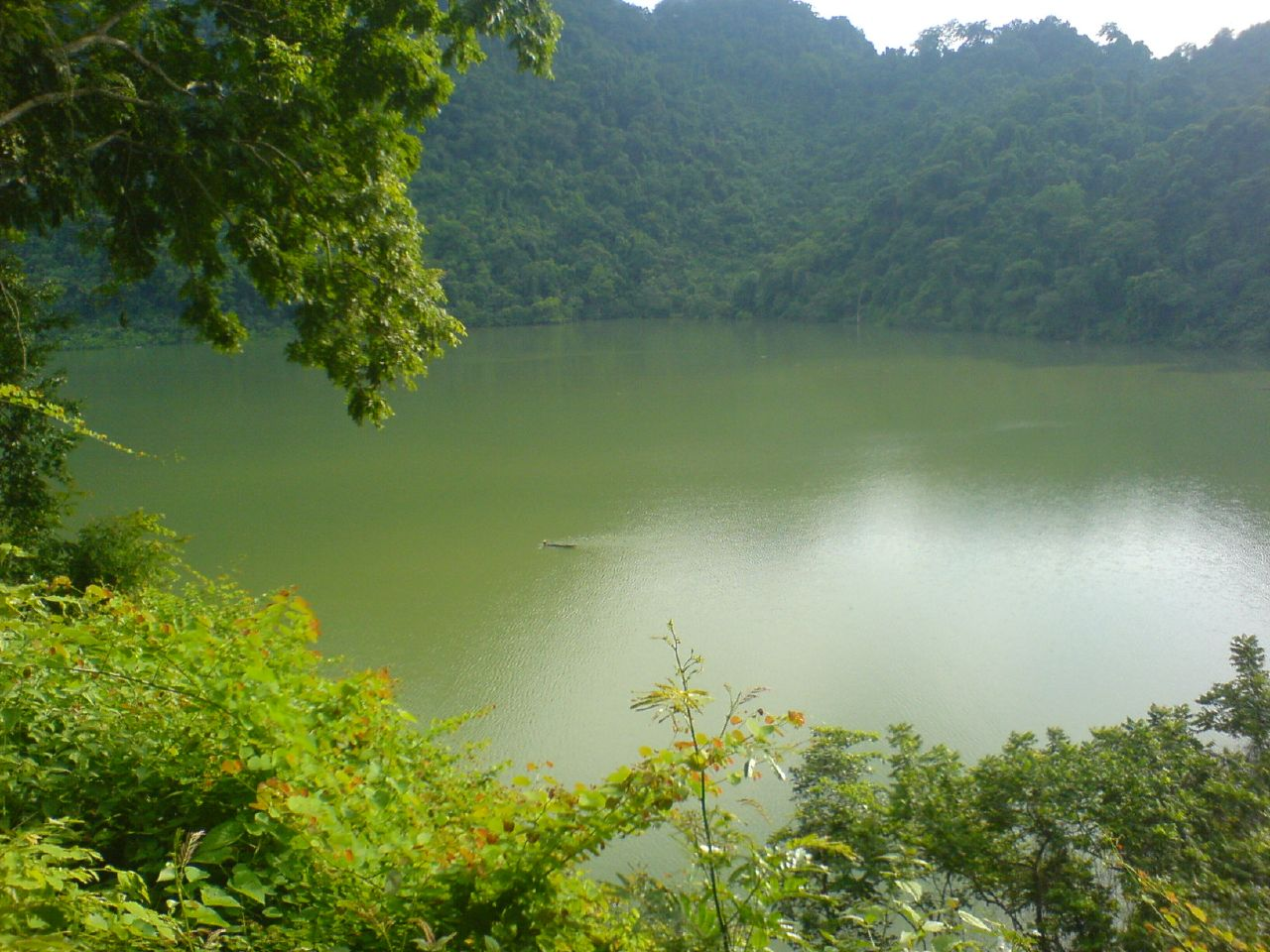
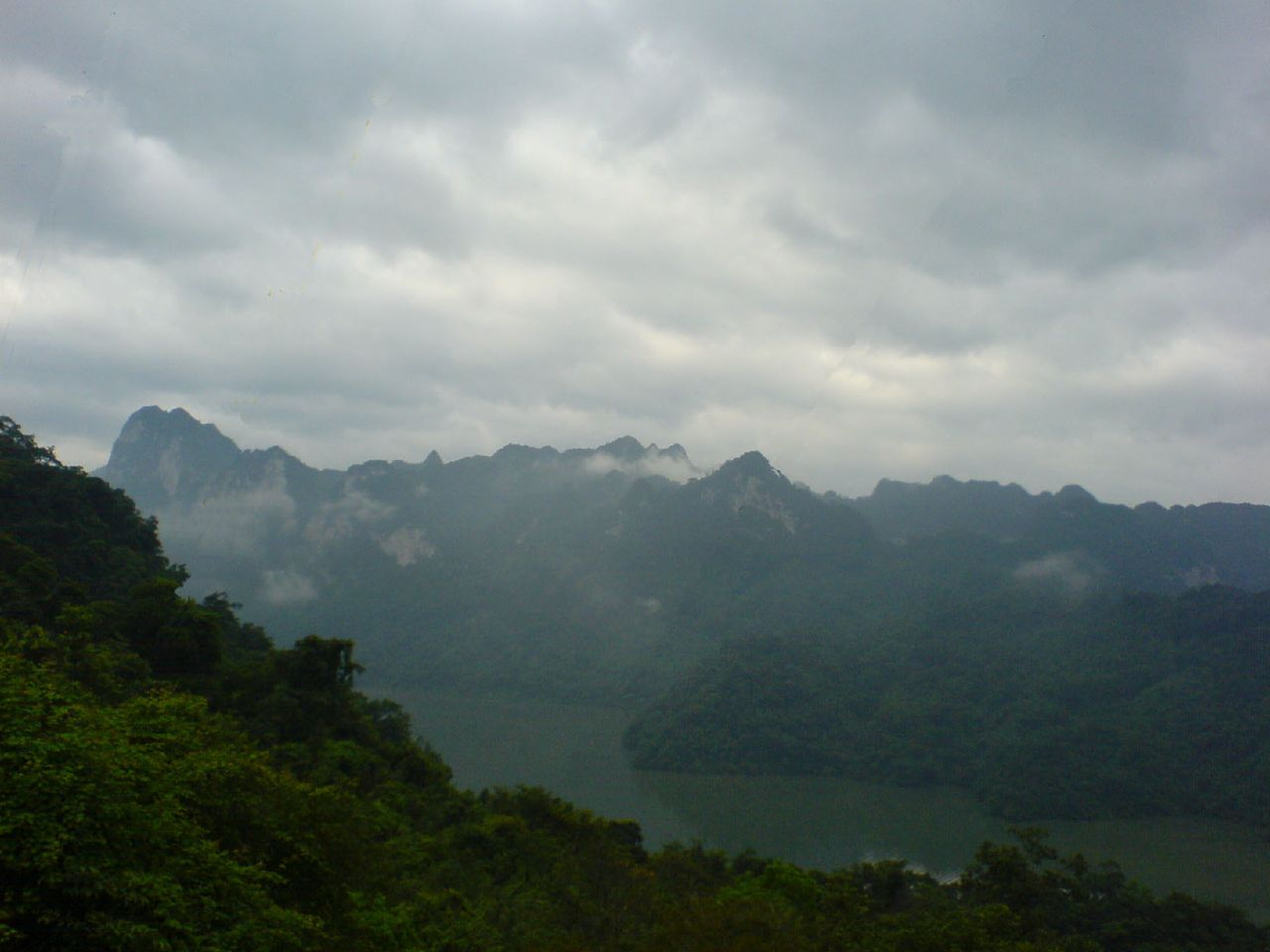
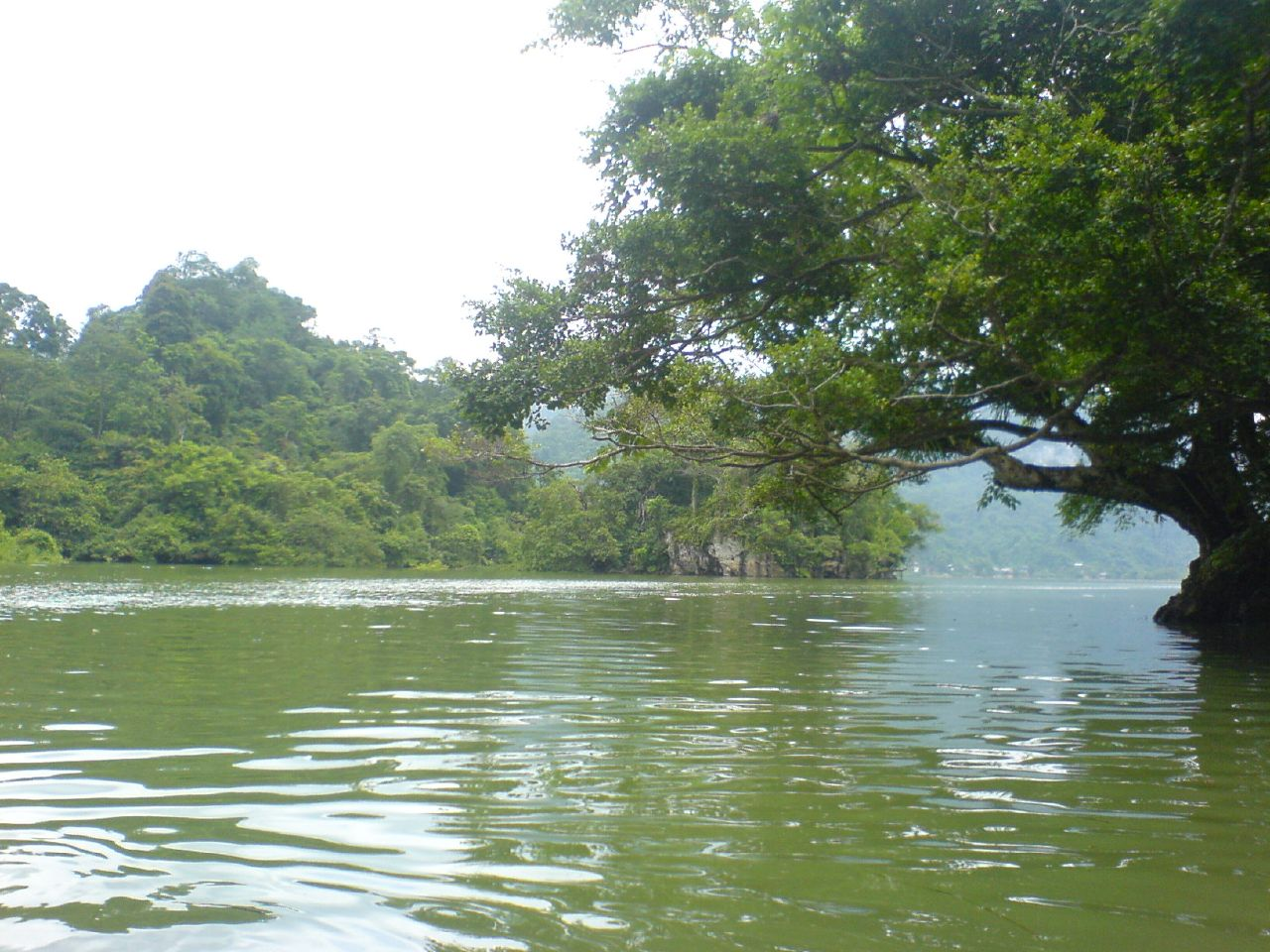